# Tout-rien
Tout-rien (französisch), englischer Titel All-Nothing, ist ein kanadischer animierter Kurzfilm von Frédéric Back aus dem Jahr 1980.

## Handlung
Mutter Erde schafft die Säugetiere und gibt ihnen ein Fell, die Vögel und gibt ihnen ihr Federkleid und die Fische, denen sie Schuppen gibt. Als letztes entsteht ein Menschenpaar, das nackt ist. Mutter Erde gibt ihnen das Schuppenkleid der Fische und beide Menschen leben im Wasser, sind damit jedoch nicht zufrieden. Mutter Erde gibt ihnen nun ein Fell der Säugetiere, doch darin schwitzen die Menschen zu sehr. Sie erhalten nun das Federkleid der Vögel und beginnen zufrieden, ein Nest zu bauen und zu brüten. Ihr Gewicht lässt den Ast des Baumes brechen und beide Menschen fallen zur Erde und beschweren sich lauthals. Resigniert lässt Mutter Erde sie wieder nackt werden und gibt ihnen nur ihr Kopfhaar. Wütend tötet der Mann Mutter Erde mit einem Speer. Es folgt die Jagd auf sämtliche Tiere und die Verarbeitung der Felle zu Kleidung. Immer maßloser wird der Mensch, bis es plötzlich kein Leben mehr auf der Erde gibt, außer ihnen. Die Kinder der Menschheit kommen zur Vernunft, nehmen ihre Fellkleidung ab und geben den erlegten Tieren ihr Leben wieder. Auch Mutter Erde erwacht wieder zum Leben.

## Produktion
Tout-rien war der sechste Animationsfilm von Frédéric Back und der erste, der eine Oscarnominierung erhielt. Der Titel geht auf Charles-Ferdinand Ramuz’ Geschichte vom Soldaten zurück, die Igor Strawinski als Histoire du soldat vertonte.
Back begann die Arbeit am Film 1978. Bis zur Fertigstellung vergingen 20 Monate. Der Film wurde mit Farbstiften auf sogenannten „frosted cels“, d. h. Folien mit aufgerauter Oberfläche sowie Pastell auf Tonpapier animiert. Es war das erste Mal, dass Back auf frosted cels zeichnete; er perfektionierte die Zeichentechnik in seinen folgenden Filmen.

## Auszeichnungen
Tout-rien wurde 1981 für einen Oscar in der Kategorie „Bester animierter Kurzfilm“ nominiert, konnte sich jedoch nicht gegen Die Fliege durchsetzen.